# St-Laurent (Beaumont-sur-Oise)

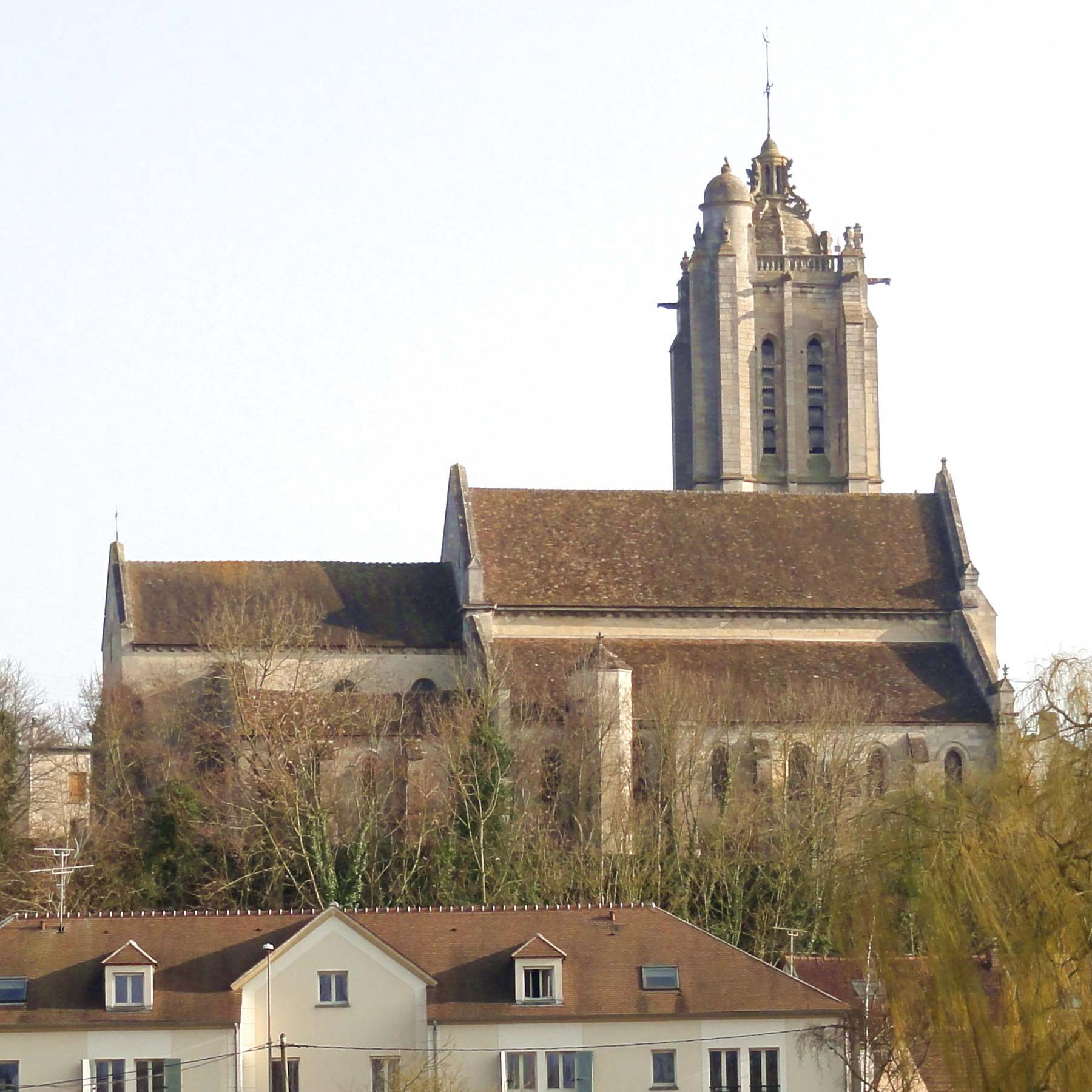
Nordansicht: Hochschiffswände überall sichtbar, nur die 2 östlichen Chorjoche haben Obergaden

Die katholische Pfarrkirche Saint-Laurent in Beaumont-sur-Oise, einer Gemeinde im Département Val-d’Oise in der französischen Region Île-de-France, gehört wie die Kathedrale Notre-Dame in Paris zu den frühen gotischen Kirchen der Île-de-France. Die dem Märtyrer Laurentius von Rom geweihte Kirche wurde im Jahr 1862 als Monument historique in die Liste der Baudenkmäler in Frankreich aufgenommen.

## Geschichte
Die ältesten Teile der Kirche sind der zwischen 1130 und 1140 errichtete Unterbau eines nicht mehr erhaltenen Glockenturmes über dem fünften Joch des äußeren nördlichen Seitenschiffs sowie der gerade geschlossene Chor, der ab 1150 entstand. Zwischen 1210 und 1220 errichtete man das Kirchenschiff, von den ursprünglich geplanten drei oder wahrscheinlich vier Geschossen wurden allerdings nur zwei ausgeführt, sodass statt einer Basilika eine Pseudobasilika entstanden ist. Der heutige Glockenturm im Süden der Westfassade wurde in der Mitte des 16. Jahrhunderts am Übergang von der Flamboyantgotik zur Renaissance gebaut. Im 19. Jahrhundert ersetzte man die Holzdecke des Schiffs durch ein falsches Gipsgewölbe.

## Architektur

### Außenbau

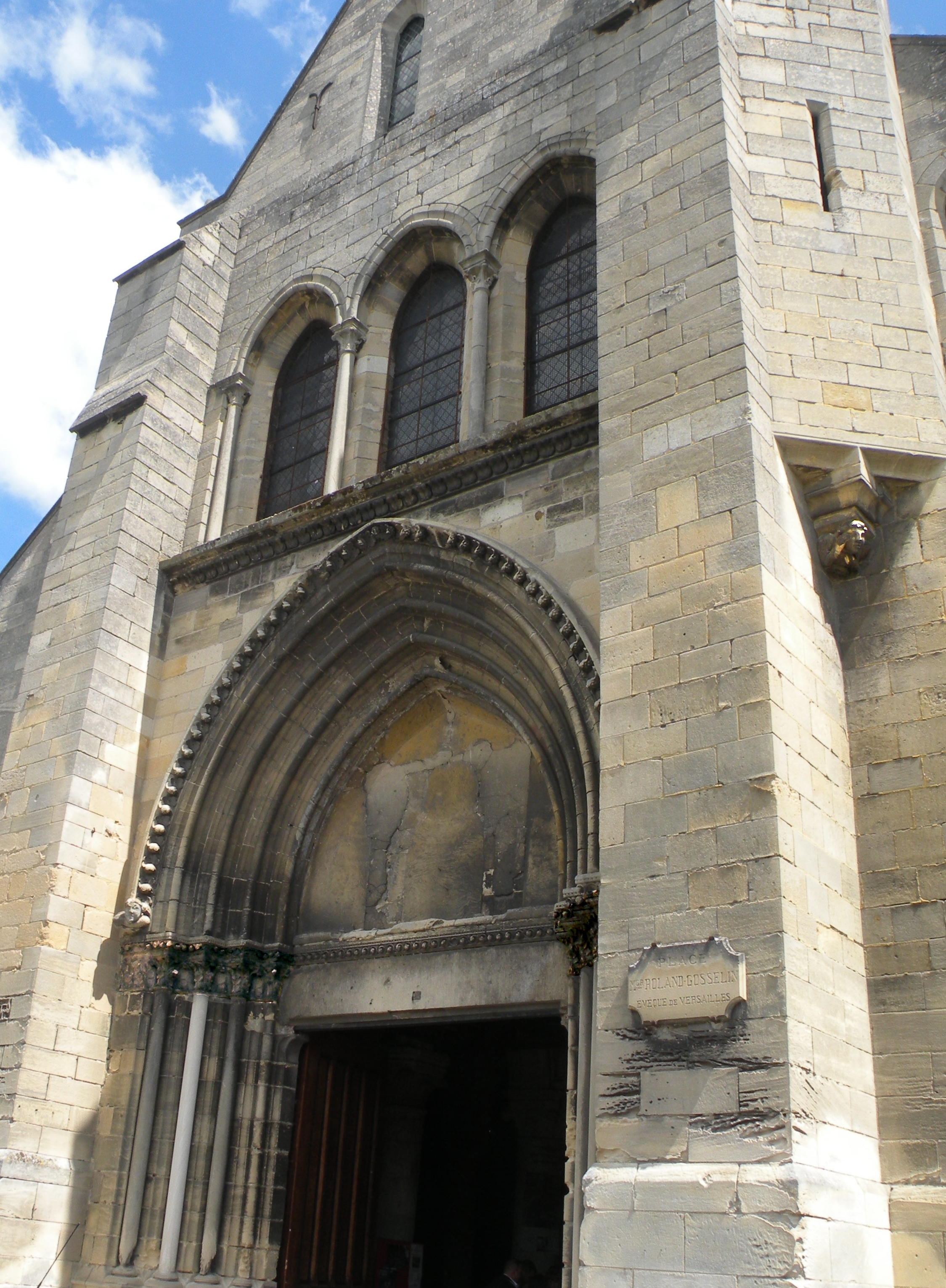
Westfassade: Stufenportal, Dreifenstergruppe, Konsolenköpfe

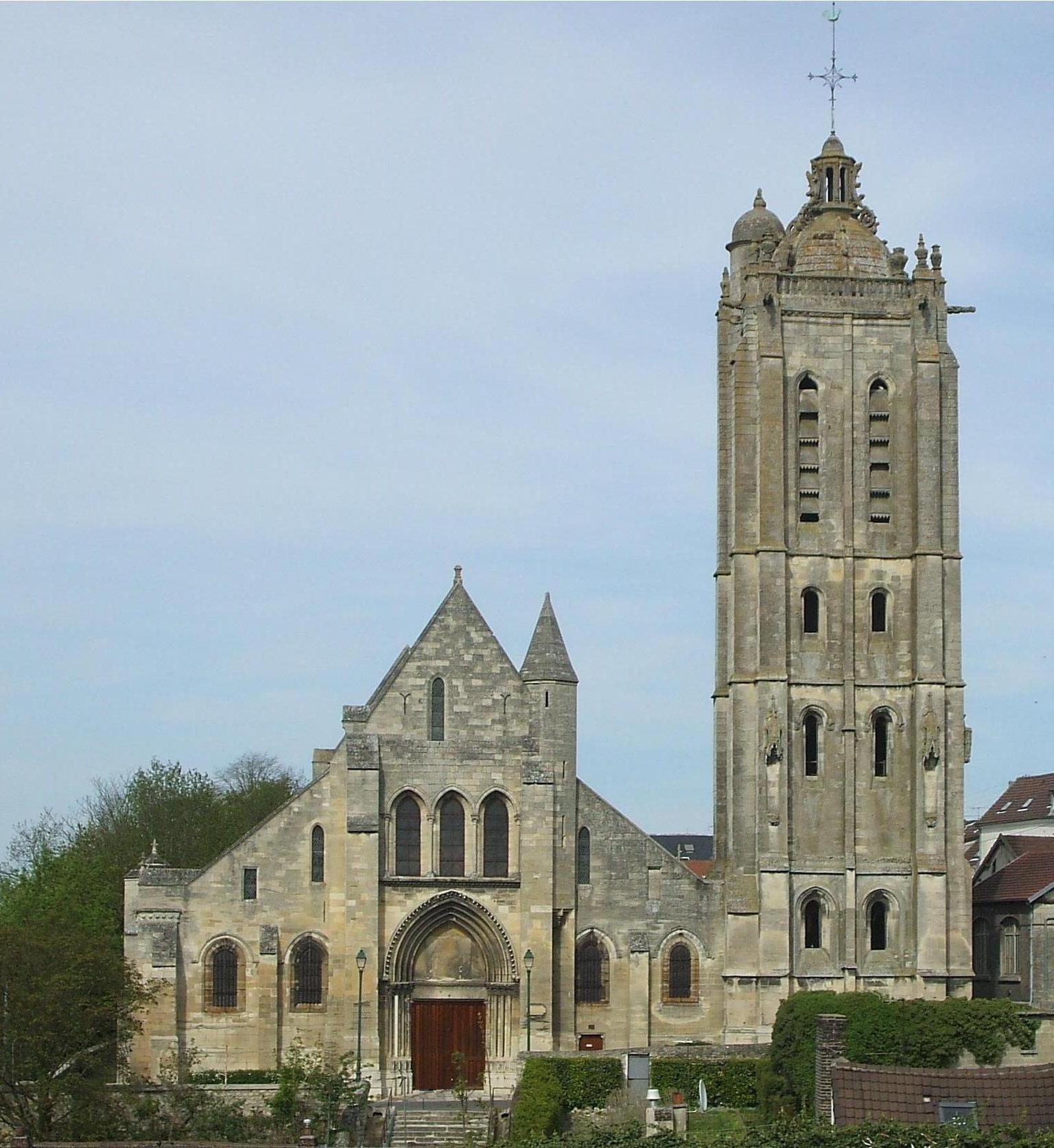
Westfassade: Außengliederung wie die Schiffe innen

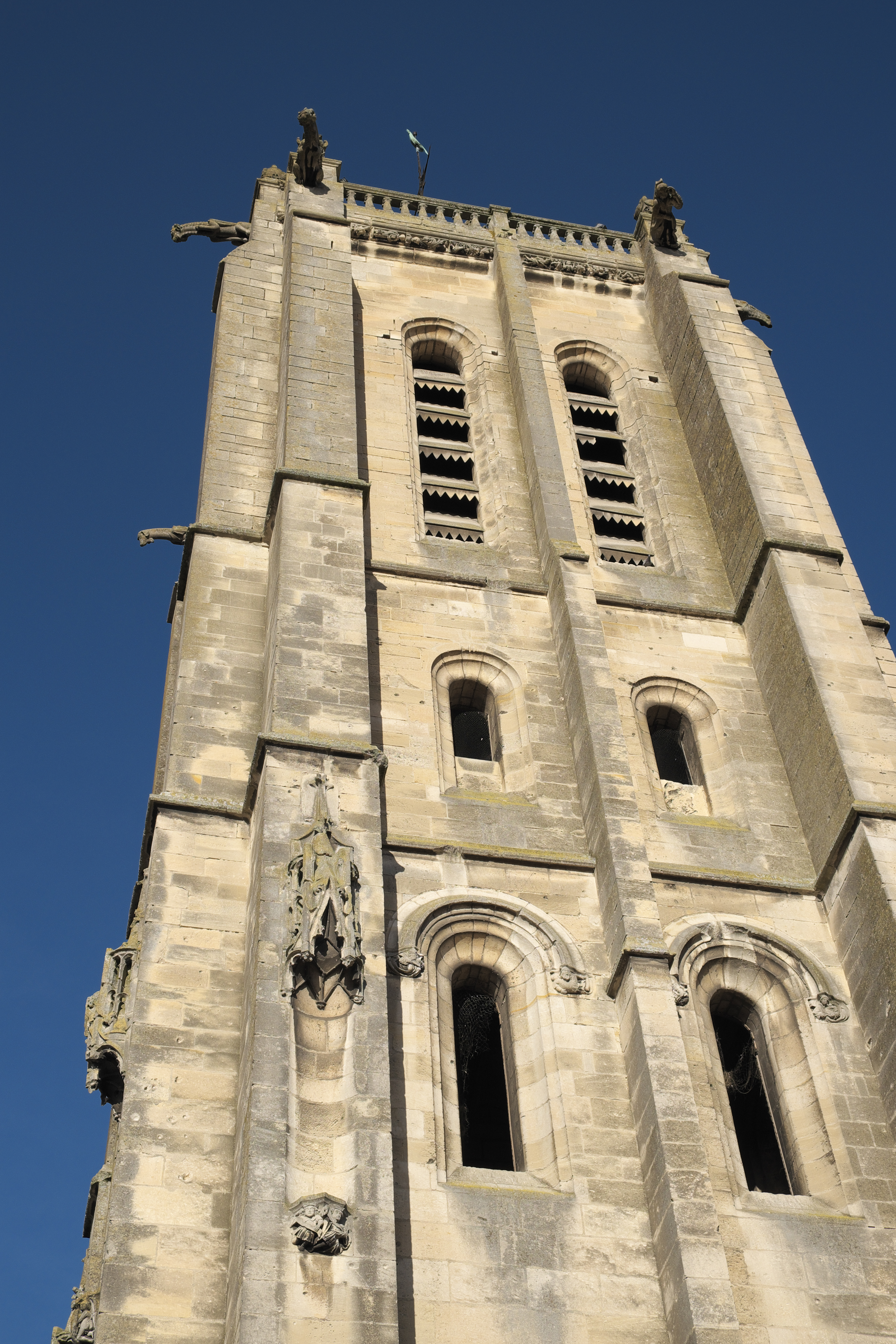
Glockenturm

Entsprechend der Schiffeinteilung im Inneren wird die Westfassade durch Strebepfeiler in fünf Abschnitte gegliedert. In der Mitte öffnet sich ein spitzbogiges Stufenportal. Darüber liegt eine Gruppe dreier gleich hoher Fenster, fast ein Koppelfenster, da den schmalen Wandstücken zwischen ihnen jeweils nur ein einziger Rundstab vorgesetzt wurde. Die Säulen sind mit Blattkapitellen verziert, die äußerste Archivolte ruht auf beiden Seiten auf einer Konsole in Form einer Büste.
Der quadratische Glockenturm an der Südseite der Westfassade wird von einer Kuppel mit Laterne bekrönt. Er wird an den Ecken von kräftigen Strebepfeilern verstärkt, ein schlanker Strebepfeiler markiert die Mitte der Fassaden. Die vier Stockwerke des Turmes sind auf allen Seiten von je zwei Rundbogenfenstern durchbrochen. Das zweite Geschoss ist mit Figurennischen versehen, die von hohen Baldachinen bekrönt werden und auf Konsolen aufliegen, auf denen groteske Personen, Mönche oder Engel mit Schriftbändern dargestellt sind. Auf dem oberen Stockwerk verläuft eine Balustrade, an deren Ecken Wasserspeier angebracht sind. Der Fries unter der Balustrade ist mit Blattwerk und Figuren skulptiert. Man kann den heiligen Laurentius erkennen, der das Eisenrost in Händen hält, durch das er sein Martyrium erlitt.
An der Nordseite der Kirche ist noch der Treppenturm zu erkennen, der an den ursprünglichen, 1778 abgebrochenen Glockenturm angefügt war.

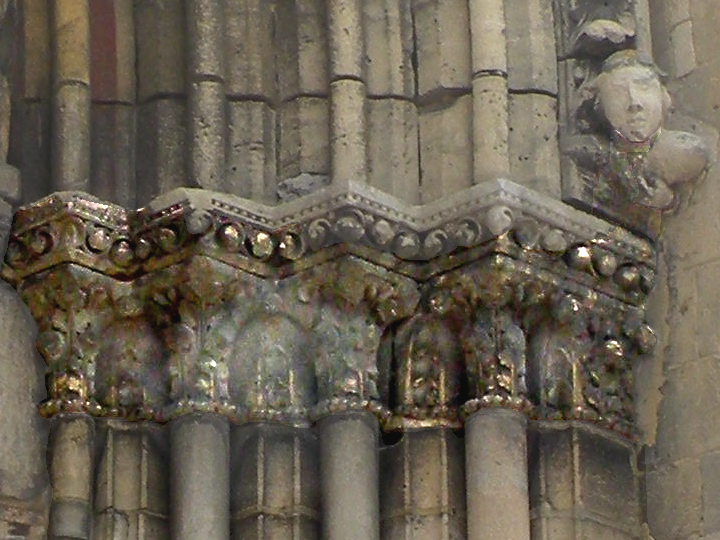
Westportal: rechte Kapitellzone und Konsolenfigur

### Innenraum

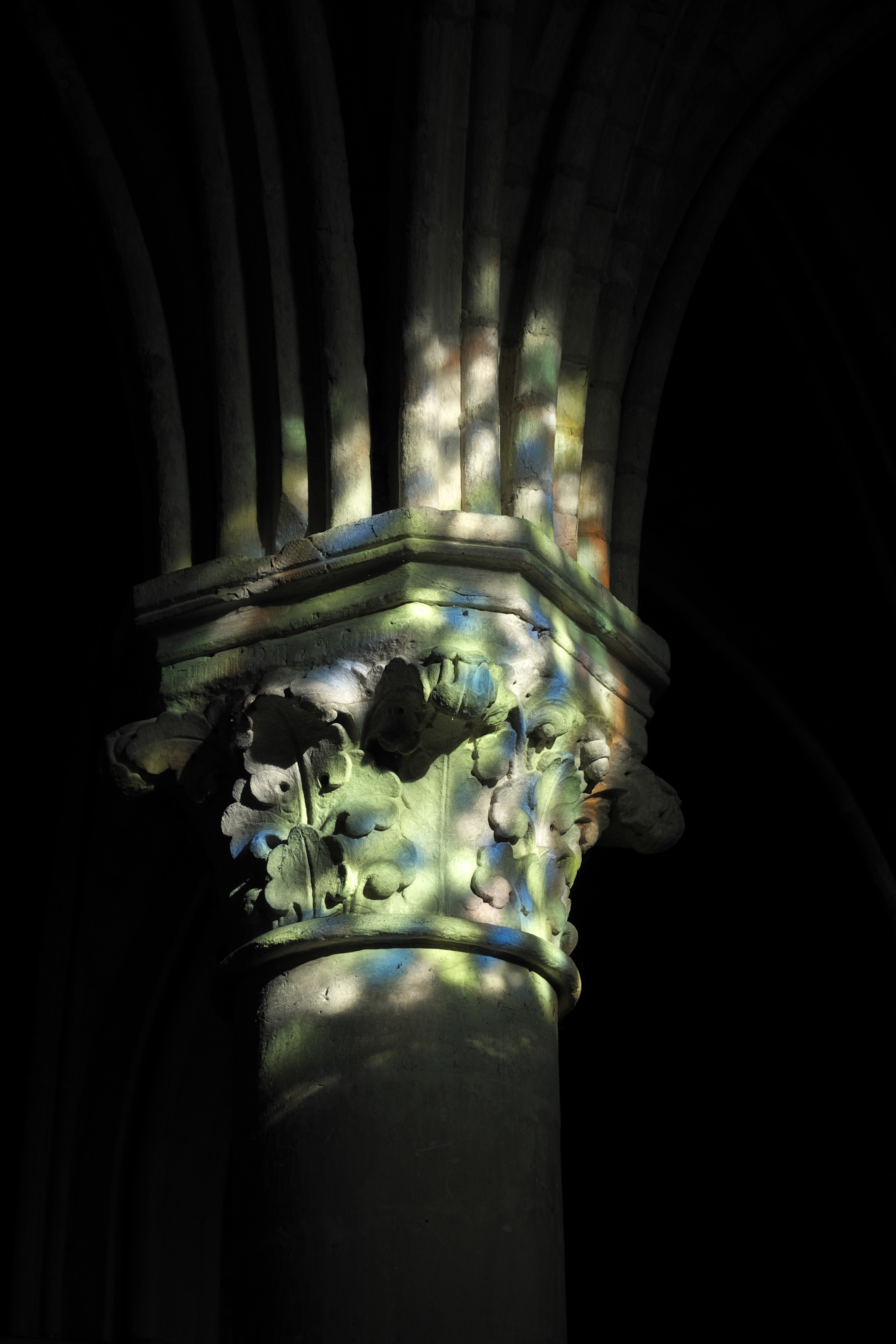
Kapitell

Die ungewöhnliche Gliederung des Innenraums in fünf Schiffe mit einem Hauptschiff, zwei nördlichen und zwei südlichen Seitenschiffen wird dem Vorbild der Kirche Notre-Dame in Paris zugeschrieben. Das Langhaus erstreckt sich über sechs Joche, der Chor ist in zwei Joche gegliedert. Das erste Chorjoch besitzt ein sechsteiliges Kreuzrippengewölbe, das zweite ein vierteiliges. Die Stirnwand des Chores ist von einem großen neogotischen Maßwerkfenster durchbrochen, auf dem Szenen aus dem Leben des heiligen Laurentius, des Schutzpatrons der Kirche, dargestellt sind.
Die Arkaden des Mittelschiffs und der Seitenschiffe werden von kräftigen Säulen getragen, deren Basen mit Eckblättern und deren Kapitelle mit fein ausgearbeitetem Blattwerk skulptiert sind. Über den Seitenschiffsarkaden gibt es ein Geschoss ungewöhnlich tiefer Triforien – die üblichen enthalten nur einen schmalen Laufgang. Fertiggestellte Basiliken der ganz frühen Gotik hatten an dieser Stelle Emporen und werden daher auch als Emporenbasiliken bezeichnet. Erst darüber lag in diesen Kirchen das Triforium, das nur einen schmalen Laufgang enthielt. In Paris wurde dieses Triforium bald nach 1200 entfernt, um die Obergadenfenster nach unten zu vergrößern.

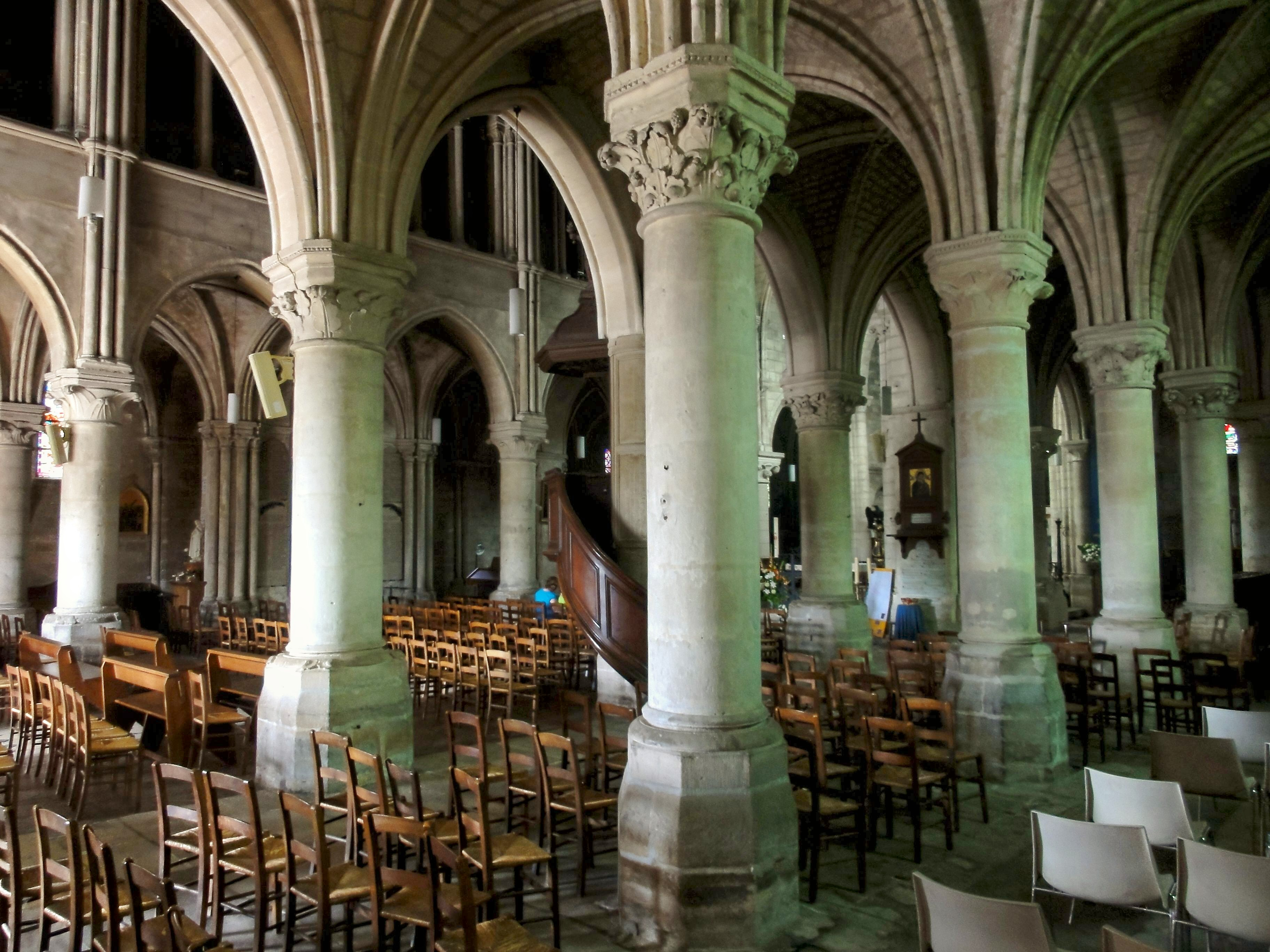
Diagonalsicht von äußeren Südseitenschiff bis in die nördlichen Seitenschiffe
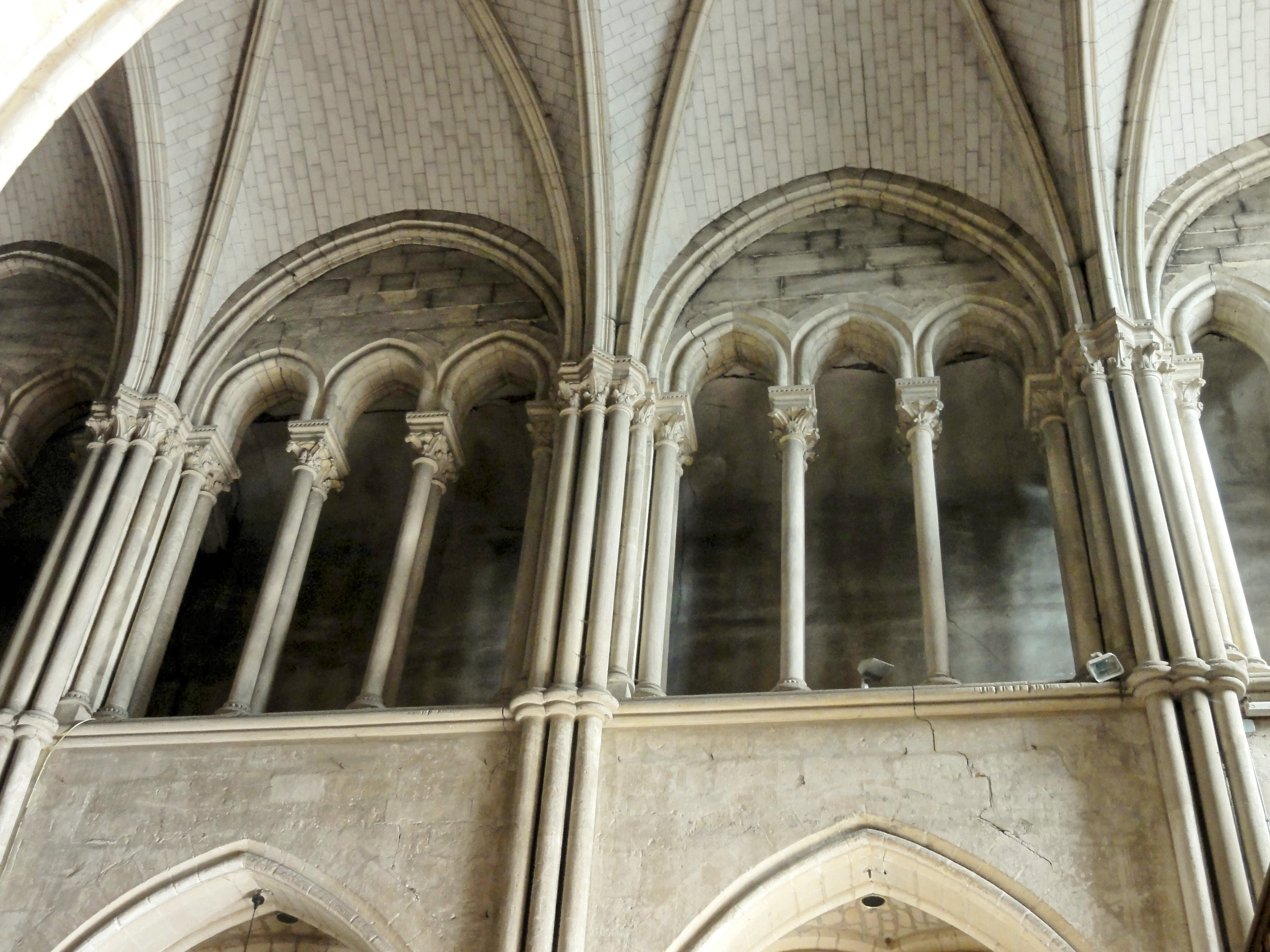
Triforium ungewöhnlich tief, fast eine vollwertige Empore

## Bleiglasfenster

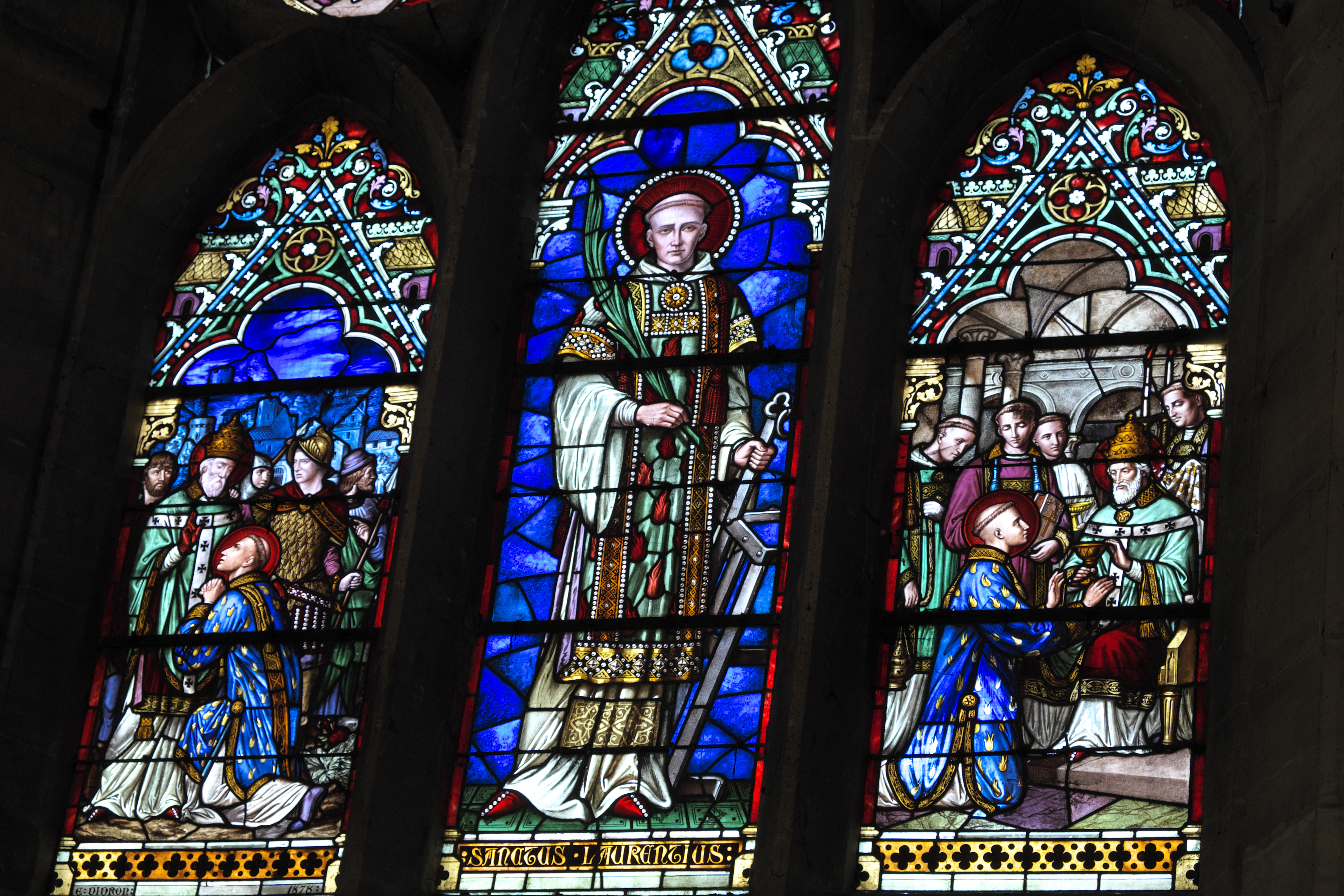
Chorfenster

Das Chorfenster ist dem Schutzpatron der Kirche, dem heiligen Laurentius von Rom, gewidmet. Es ist mit der Signatur des Glasmalers Édouard Didron und der Jahreszahl 1878 versehen.
Auf den Bleiglasfenstern des Kirchenschiffs finden sich die Darstellungen:
- Taufe Jesu
- Jesus und die Samariterin
- Ludwig der Heilige, der die Dornenkrone trägt
- Madonna mit Kind
- Gleichnis vom barmherzigen Samariter
- Gleichnis vom verlorenen Sohn, mit der Jahreszahl 1894
- Bergpredigt und Brotvermehrung
- Einzug in Jerusalem, mit der Jahreszahl 1898
- Heilung eines Blindgeborenen, mit der Jahreszahl 1894
- Schutzengel

Ein Fenster mit der Darstellung des Erzengels Michael und der Jahreszahl 1914 ist ein Kriegsfenster und erinnert an zwei im Ersten Weltkrieg gefallene Soldaten. Ein anderes Fenster wurde von dem Architekten Louis Vernier, der die Kirche Saint-Laurent und die ehemalige Zisterzienserabtei Royaumont restauriert hatte, gestiftet. Auf dem Fenster, das die Signatur von Albert Gsell und die Jahreszahl 1894 aufweist, wird die Szene wiedergegeben, in der der Architekt Pierre de Montereau dem französischen König Ludwig dem Heiligen die Pläne für den Bau der Abtei Royaumont unterbreitet.

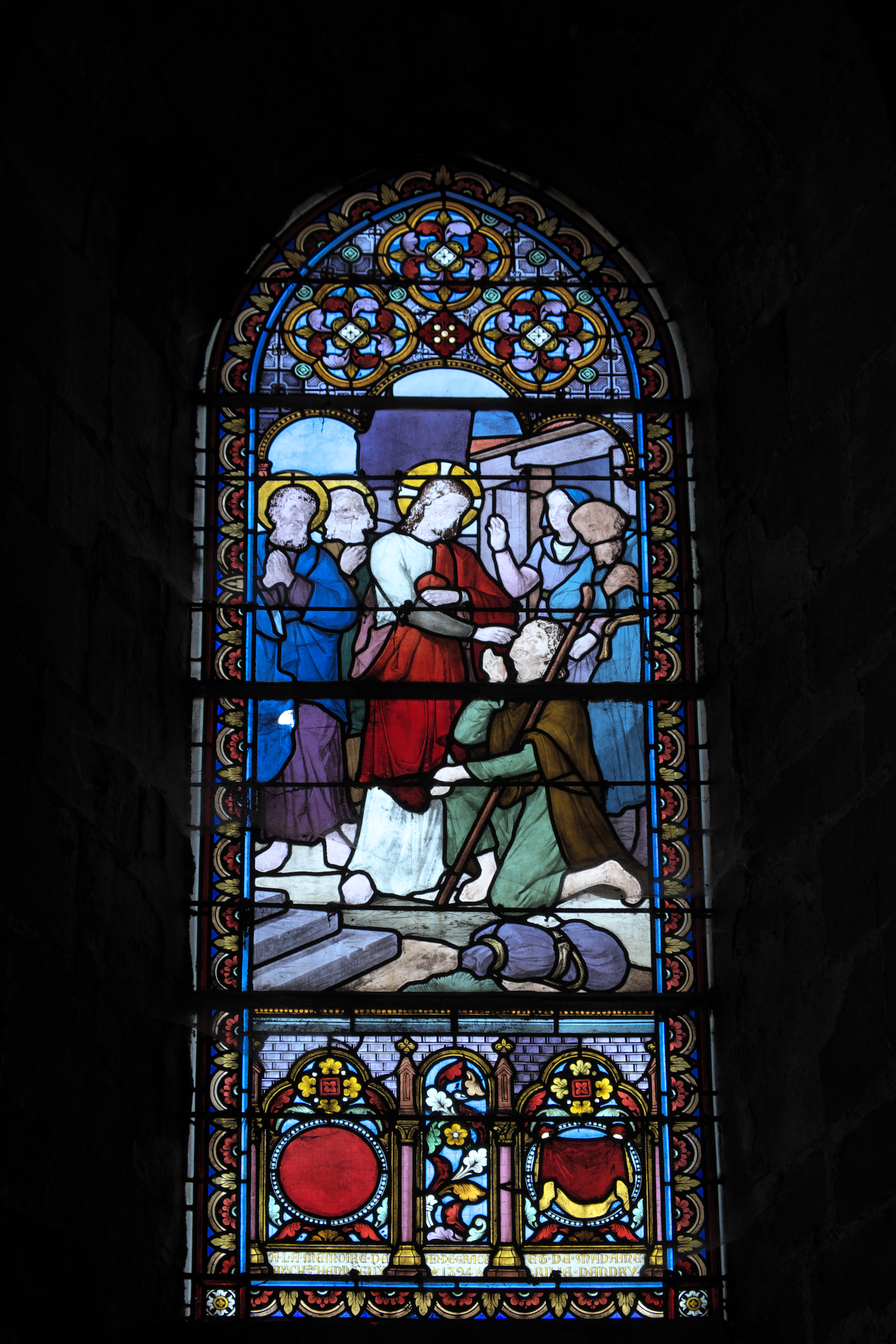
Heilung des Blindgeborenen
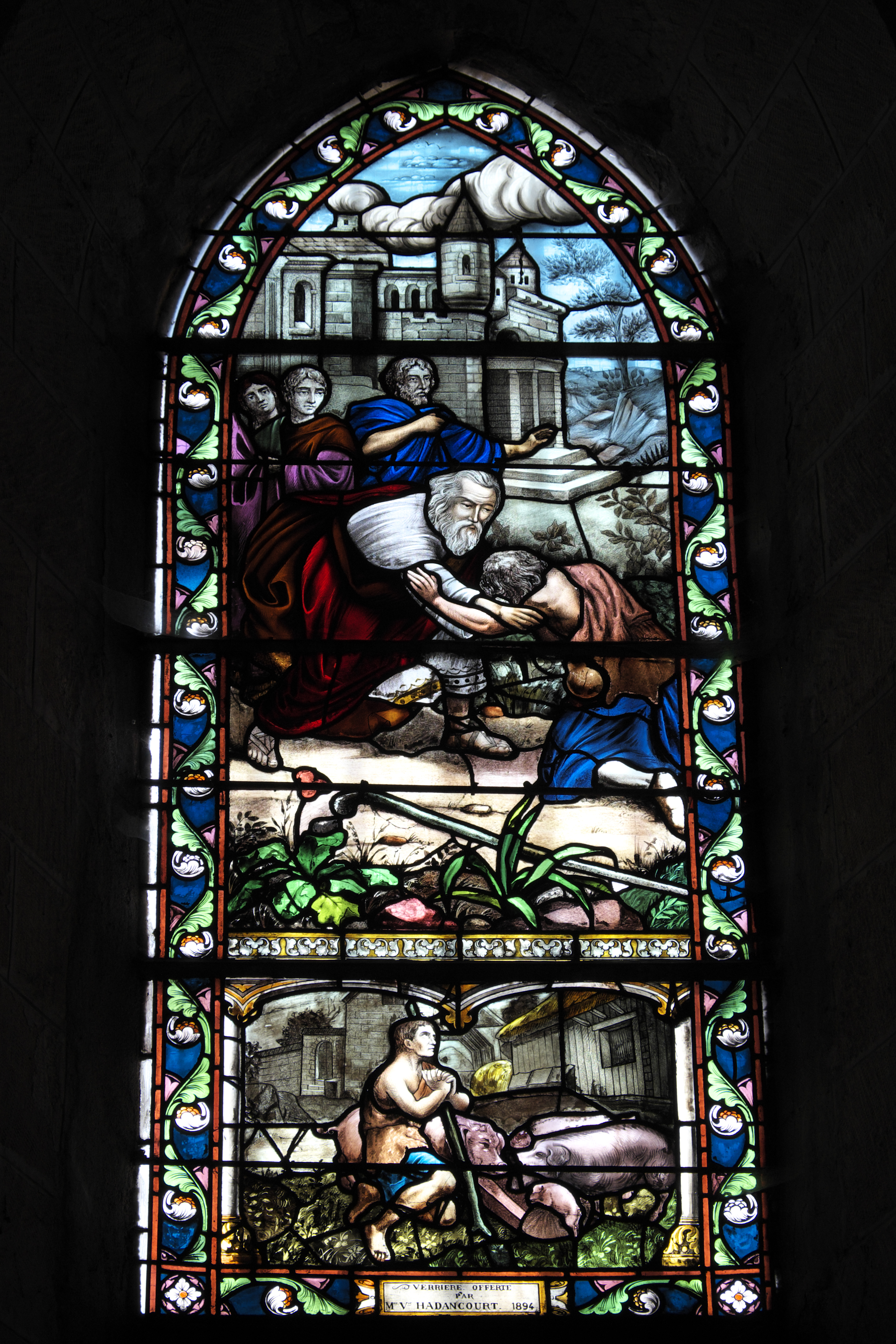
Gleichnis vom verlorenen Sohn
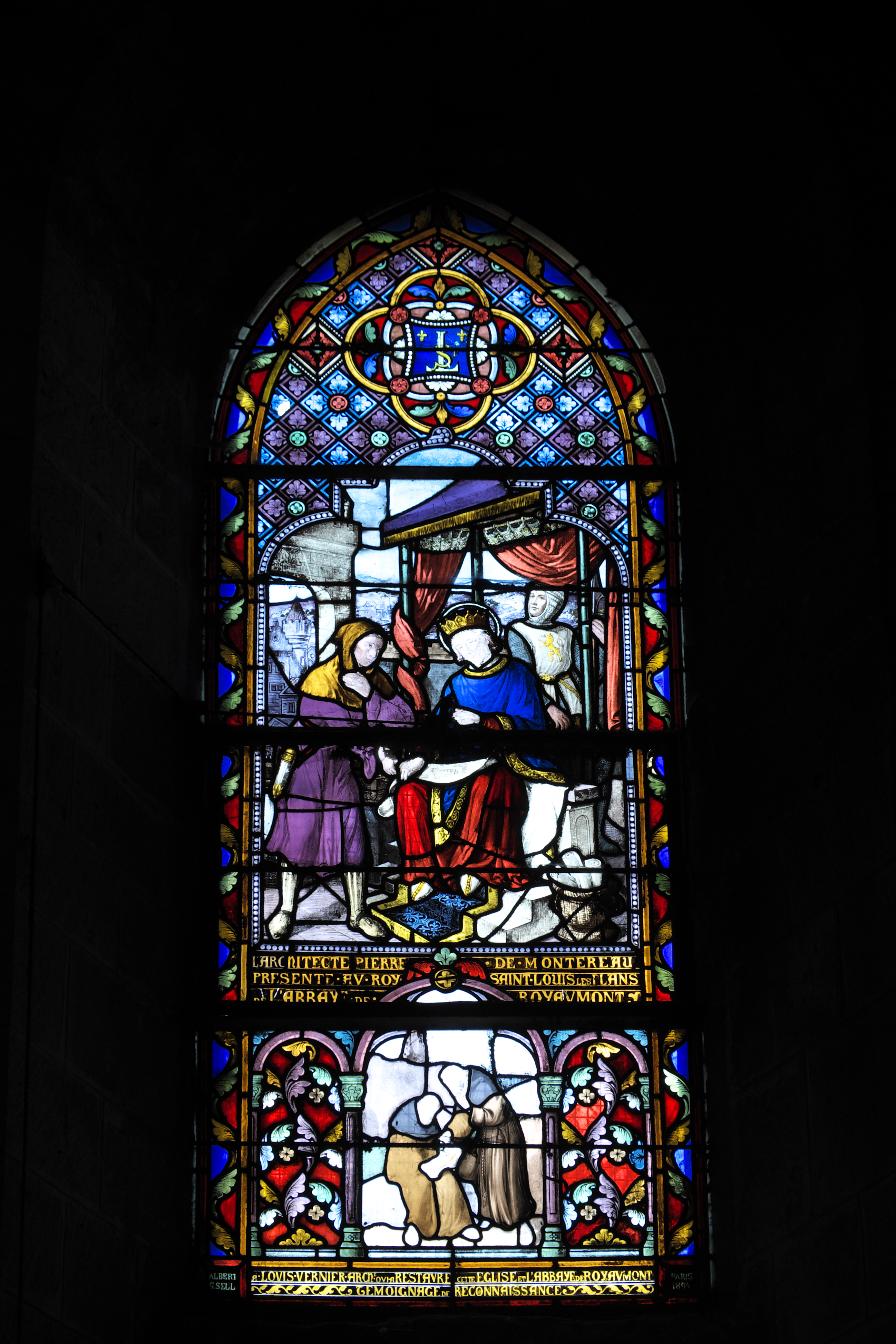
Pierre de Montereau und Ludwig der Heilige

## Ausstattung
- In der 1811 eingeweihten Marienkapelle wird eine Holztafel aufbewahrt mit einem Relief des letzten Abendmahls, das in das 16. Jahrhundert datiert wird.
- Die Kanzel stammt aus dem 18. Jahrhundert.